# San Simón el Alto
San Simón el Alto är en ort i kommunen Malinalco i delstaten Mexiko i Mexiko. Samhället hade 3 094 invånare vid folkräkningen år 2020, och är kommunens näst största, sett till folkmängd. San Simón el Alto rapportes ha högst avokadoproduktion i hela delstaten.